# Programme de Thessalonique

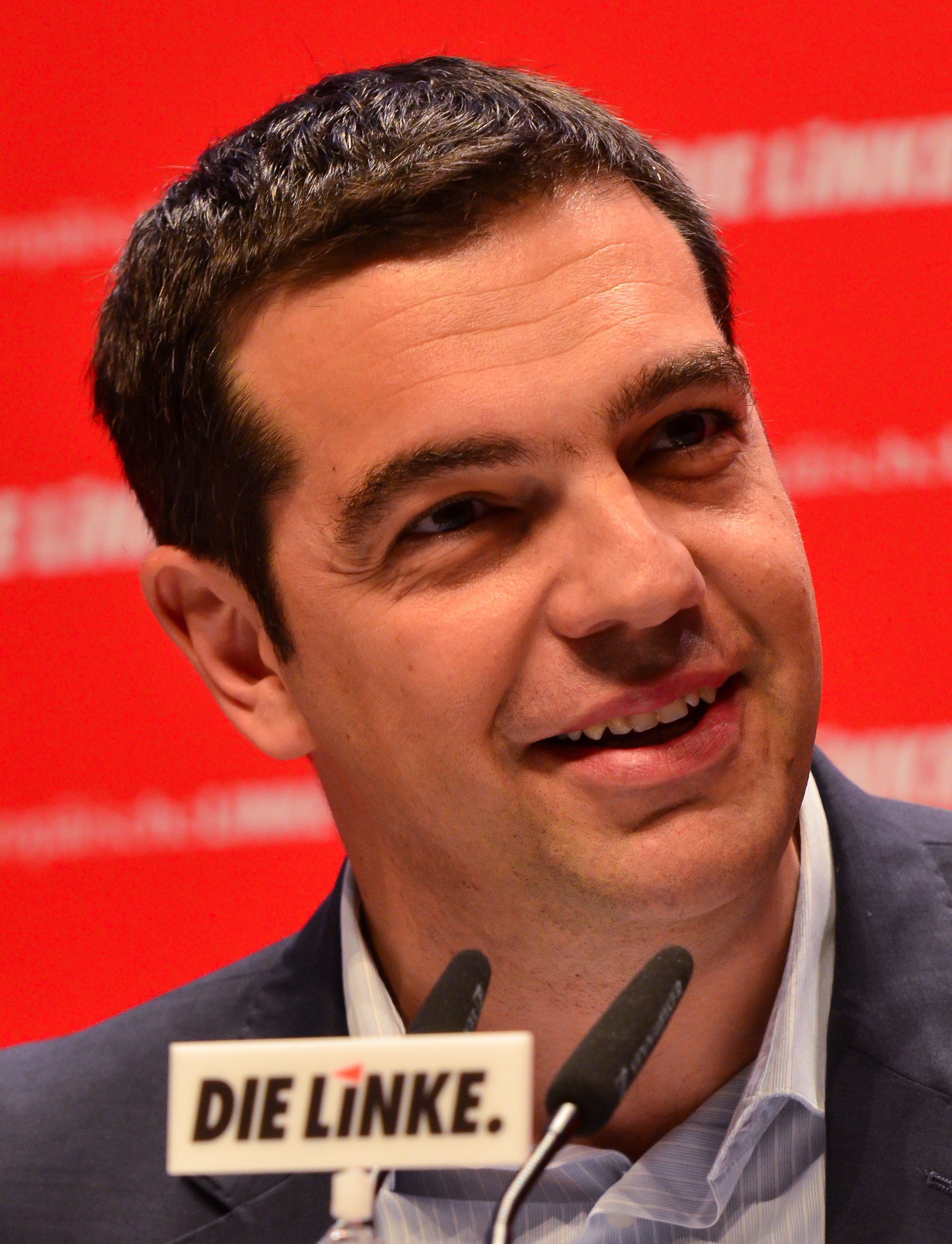
Alexis Tsipras au Congrès fédéral de Die Linkela (La gauche en français) en mai 2014 à Berlin.

Le programme de Thessalonique est un programme électoral adopté par le gouvernement grec de Coalition de la gauche radicale ou Syriza. Il a été présenté pour la première fois par le leader politique Aléxis Tsípras le 13 septembre 2014 à la Foire internationale de Thessalonique et propose un ensemble de mesures visant à mettre fin aux politiques d'austérité tout en maintenant un équilibre budgétaire. 
Au début de l'année 2015, alors leader de l'opposition, Tsipras déclare que le programme n'est « pas négociable ».